# Quốc Trường (diễn viên)
Nguyễn Quốc Trường (sinh ngày 23 tháng 4 năm 1988), thường được biết đến với nghệ danh Quốc Trường, là một nam diễn viên người Việt Nam. Anh được biết đến với vai Vũ trong phim Về nhà đi con.

## Tiểu sử
Quốc Trường tên đầy đủ là Nguyễn Quốc Trường, sinh ngày 23 tháng 4 năm 1988 tại Cần Thơ, trong một gia đình tri thức. Bố mẹ anh từng là giảng viên Khoa Nông nghiệp của Đại học Cần Thơ nhưng kinh tế gia đình khá chật vật. Bố anh từng nghỉ đi dạy một thời gian, chạy xe ba gác để kiếm thêm thu nhập; mẹ anh cũng phải bỏ nghề, mở tiệm tạp hóa mưu sinh. Gia đình sống trong một xóm chợ cũ ở Cần Thơ, bản thân Quốc Trường cũng phải làm thêm nhiều việc như bán vé số, phụ hồ để đỡ đần gia đình".
Năm lớp 11, anh đoạt giải nhất Học sinh thanh lịch của trường; lớp 12, Quốc Trường đầu quân cho công ty Người mẫu Tây Đô. Năm 2009, anh được công ty cử đi tham gia Ngôi sao ngày mai - cuộc thi tìm kiếm diễn viên triển vọng do Hội Điện ảnh TP HCM tổ chức. Sau cuộc thi, anh dự định về Cần Thơ tiếp tục làm người mẫu để ở gần gia đình. Cùng thời điểm anh được mời đóng vai nam chính trong phim Hạnh phúc có thật của đạo diễn Xuân Cường.
Năm 2011, Quốc Trường đoạt giải Mai Vàng với vai diễn chính “Quyền lực tình yêu” và trở thành nam diễn viên triển vọng của nền điện ảnh Việt Nam. Sau đó anh nhận được lời mời đóng vai chính trong nhiều bộ phim như: “Cung đường tội lỗi”, “Ngày hôm qua”, “Chuyện tình rừng ngập mặn”, “Vàng”, “Vườn yêu”, “Oan nghiệt”... Nhưng phải đến bộ phim Về nhà đi con, anh mới thực sự nổi tiếng.

## Kịch đã tham gia
1. Sân khấu kịch Idecaf 2011
  - Quyền Lực Tình Yêu[7] vai chàng trai (đạo diễn Hữu Châu)

## Tác phẩm

### Truyền hình
| Năm  | Tựa phim                    | Vai diễn              | Đạo diễn                          | Kênh    | Nguồn         |
| ---- | --------------------------- | --------------------- | --------------------------------- | ------- | ------------- |
| 2009 | Hạnh phúc có thật           | Vinh                  | Xuân Cường                        | HTV9    | [ 8 ]         |
| 2009 | Đại gia đình                | Hưng                  | Trần Quang Đại                    | SCTV14  | [ 9 ]         |
| 2010 | Gia đình sóng gió           | Quý Tùng              | Xuân Cường                        | THVL1   |               |
| 2010 | Kỳ phùng địch thủ           | Tiến                  | Trần Ngọc Giàu                    | ĐN1     |               |
| 2011 | Lốc xoáy tình đời           | Tuấn                  | Nguyễn Quang Minh                 | SCTV14  |               |
| 2011 | Vũ khí sắc đẹp              | Bảo Khôi              | Lý Khắc Lynh                      | HTV7    |               |
| 2011 | Một cuộc đua                | Gia Bảo               | Trần Hữu Phúc                     | HTV9    |               |
| 2012 | Trái tim sám hối            | Lâm Huy               | Xuân Cường - Quốc Hùng            | VTV9    |               |
| 2012 | Ngày hôm qua                | Quang                 | Trần Mỹ Hà                        | HTV9    |               |
| 2012 | Kẻ dối trá chân tình        | Vĩnh Tuấn             | Đinh Đức Liêm                     | VTV9    |               |
| 2012 | Vàng                        | Đạo                   | Huỳnh Thiên Lộc                   | HTV7    |               |
| 2012 | Vườn yêu                    | Trường                | Xuân Cường - Quốc Hùng            | HTV9    |               |
| 2012 | Những mảnh đời giông bão    | Huỳnh Đức Anh         | Hoàng Trung                       | HTV9    |               |
| 2013 | Oan nghiệt                  | Đại                   | Xuân Cường - Nguyễn Thành Nam     | HTV7    |               |
| 2013 | Tình như chiếc bóng         | Duy Quang             | Nguyễn Tiến Thành                 | TodayTV | Có giọng bắc. |
| 2013 | Váy hồng tầng 24            | Hoàng Khải            | Nguyễn Minh Chung                 | VTV3    |               |
| 2013 | Gió về cù lao               | Hùng                  | Lê Quang Hưng                     | HTV7    |               |
| 2014 | Điệp khúc tình              | Hải Đăng              | Đặng Lưu Việt Bảo                 | HTV7    |               |
| 2014 | Cuộc chiến quý ông          | Phúc An               | Nguyễn Phương Điền                | VTV9    | [ 10 ] [ 11 ] |
| 2014 | Trái tim màu xanh           | Đông Văn              | Quốc Minh                         | SCTV14  |               |
| 2014 | Đường hoang lạc bước        | Thế Minh              | Nhâm Minh Hiền                    | HTV9    |               |
| 2014 | Huyền thoại tím             | Lý Anh                | Việt Trinh                        | HTV7    |               |
| 2014 | Khi người đàn ông trở lại   | Quốc Bảo              | Nhâm Minh Hiền                    | HTV9    |               |
| 2014 | Tình cù lần                 | Cao Thông - Bách Tùng | Lý Khắc Lynh                      | SCTV14  |               |
| 2015 | Canh bạc cuộc đời           | Việt                  | Đặng Minh Quang                   | HTV9    |               |
| 2015 | Không có gì và không một ai | Phong                 | Trần Mỹ Hà                        | HTV9    |               |
| 2015 | Con nhà giàu                | Thượng Tứ             | Hồ Ngọc Xum                       | VTV9    |               |
| 2015 | Tấm lòng của biển           | Trọng                 | Trương Dũng                       | HTV9    |               |
| 2015 | Khi em đã lớn               | Nguyên                | Đặng Lưu Việt Bảo                 | HTV7    |               |
| 2015 | Chuyện tình rừng ngập mặn   | Khánh Lâm             | Phạm Nhuệ Giang                   | SCTV14  |               |
| 2015 | Nghề thế thân               | Thế                   | Nguyễn Thành Nam                  | HTV9    |               |
| 2015 | Nữ cảnh sát tập sự          | Quân                  | Nguyễn Phương Điền                | VTV3    |               |
| 2016 | Muôn mặt cuộc đời           | Phan Minh             | Quách Khoa Nam                    | HTV9    |               |
| 2016 | Trả giá                     | Hoàng Châu            | Nhâm Minh Hiền                    | VTV6    |               |
| 2017 | Hẻm không sợ vợ             | Trần Vũ               | Ngọc Hùng                         | HTV7    |               |
| 2017 | Đuổi theo bóng mình         | Trần Đời              | Bùi Nam Yên                       | SCTV14  |               |
| 2017 | Con đường hoàn lương        | Sơn                   | Nhâm Minh Hiền                    | THVL1   | [ 12 ]        |
| 2018 | Lạc giữa rừng hoa           | Dũng                  | Đặng Minh Quốc                    | HTV7    |               |
| 2018 | Mộng phù hoa                | Khoa                  | Bùi Nam Yên - Trần Quế Ngọc       | VTV3    | [ 13 ]        |
| 2018 | Nếu còn có ngày mai         | Minh                  | Hoàng Tuấn Cường                  | VTV3    | [ 14 ]        |
| 2018 | Cung đường tội lỗi          | Anh Quân              | Hoàng Tuấn Cường                  | VTV3    |               |
| 2018 | Gạo nếp gạo tẻ              | Hùng                  | Võ Thạch Thảo                     | HTV2    |               |
| 2019 | Thế là Tết                  | Thiên                 | Văn Công Viễn                     | SCTV2   | [ 15 ]        |
| 2019 | Về nhà đi con               | Vũ                    | Nguyễn Danh Dũng                  | VTV1    | [ 16 ]        |
| 2019 | Đánh cắp giấc mơ            | Luân                  | Nguyễn Phương Điền                | VTV3    | [ 17 ]        |
| 2020 | Những ngày không quên       | Vũ                    | Nguyễn Danh Dũng - Trịnh Lê Phong | VTV1    |               |
| 2022 | Oan gia đại chiến 2         | Quý                   |                                   | HTV7    |               |

### Điện ảnh
| Năm  | Tựa phim                  | Vai diễn              | Đạo diễn         | Nguồn  |
| ---- | ------------------------- | --------------------- | ---------------- | ------ |
| 2013 | Nhà có 5 nàng tiên        | Bình                  | Trần Ngọc Giàu   |        |
| 2015 | Quý tử bất đắc dĩ         | Khách mời             | Trần Ngọc Giàu   |        |
| 2020 | Đôi mắt âm dương          | Trường                | Nhất Trung       |        |
| 2022 | Bẫy ngọt ngào             | Đăng Minh             | Đinh Hà Uyên Thư |        |
| 2023 | Kẻ ẩn danh                | Tùng                  | Trần Trọng Dần   |        |
| 2025 | Yêu vì tiền, điên vì tình | Lý Vĩ Tổ (lồng tiếng) | Hà Diệu Kỳ       | [ 18 ] |
|      | Út Lan: Oán Linh Giữ Của  | Sơn                   | Trần Trọng Dần   |        |

## Giải thưởng
| Giải thưởng        | Năm  | Hạng mục                                            | Tác phẩm đề cử       | Kết quả   | Chú thích |
| ------------------ | ---- | --------------------------------------------------- | -------------------- | --------- | --------- |
| Ngôi Sao Xanh      | 2018 | Nam diễn viên truyền hình xuất sắc nhất             | Con đường hoàn lương | Đề cử     |           |
| Giải Mai Vàng      | 2019 | Nam diễn viên điện ảnh và truyền hình xuất sắc nhất | Về nhà đi con        | Đề cử     | [ 19 ]    |
| Asia Artist Awards | 2019 | Nghệ sĩ Việt Nam xuất sắc                           | Về nhà đi con        | Đoạt giải | [ 20 ]    |
| Ấn tượng VTV       | 2019 | Nam diễn viên Ấn tượng                              | Về nhà đi con        | Đề cử     |           |
| WeChoice Awards    | 2019 | Nghệ sĩ có hoạt động nổi bật                        | —                    | Đề cử     |           |